# Игнат Колев
Игнат Иванов Колев е български офицер, генерал-майор от Държавна сигурност.

## Биография
Роден е на 26 август 1932 г. в старозагорското село Кирилово. От 3 юни 1953 г. е старши разузнавач в Държавна сигурност. От 11 юни до 14 октомври 1968 е старши следовател, след което е направен следовател III степен. На 16 юни 1971 г. е повишен в старши инспектор, а от 16 юни 1972 г. е заместник-началник на отдел. На 5 февруари 1973 г. е началник на отделение и началник на Старозагорския затвор. През 1976 г. изкарва двумесечен курс в школата на КГБ в Москва. От 31 май 1977 г. е първи заместник-началник на Държавна сигурност в Окръжното управление на МВР в Стара Загора. В периода 15 декември 1978 – 1 септември 1990 е началник на Окръжното управление на МВР в града. През 1986 г. е награден с орден „Народна република България“ II степен за участие във Възродителния процес. До 1990 г. е общински народен съветник.